# اوندژی سینک
اوندژی سینک (چکی: Ondřej Synek; زاده ۱۳ اکتبر ۱۹۸۲) قایقران روئینگ اهل جمهوری چک است.
وی در مسابقات کشوری و بین‌المللی در مجموع برندهٔ ۱۰ مدال طلا، ۶ مدال نقره، ۶ مدال برنز شده‌است.